# 越华路
越華路是中國廣州市越秀區的一條東西走向的道路，位於倉邊路以西，吉祥路以東。長633米，寬13米。

## 歷史

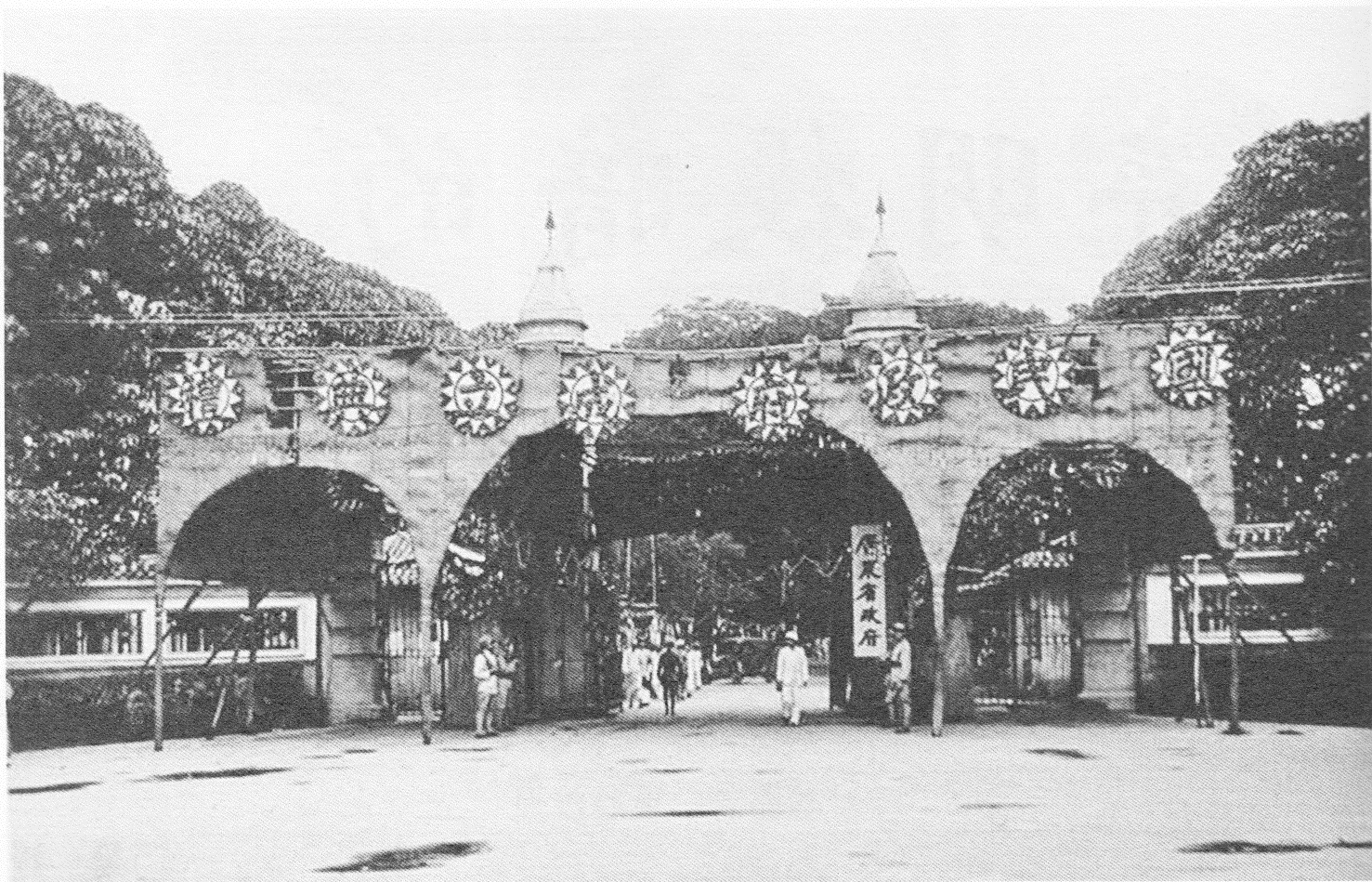
在越華路舉辦的國民政府成立典禮，政府遷往武漢後，這裡便作為廣東省政府所在地。

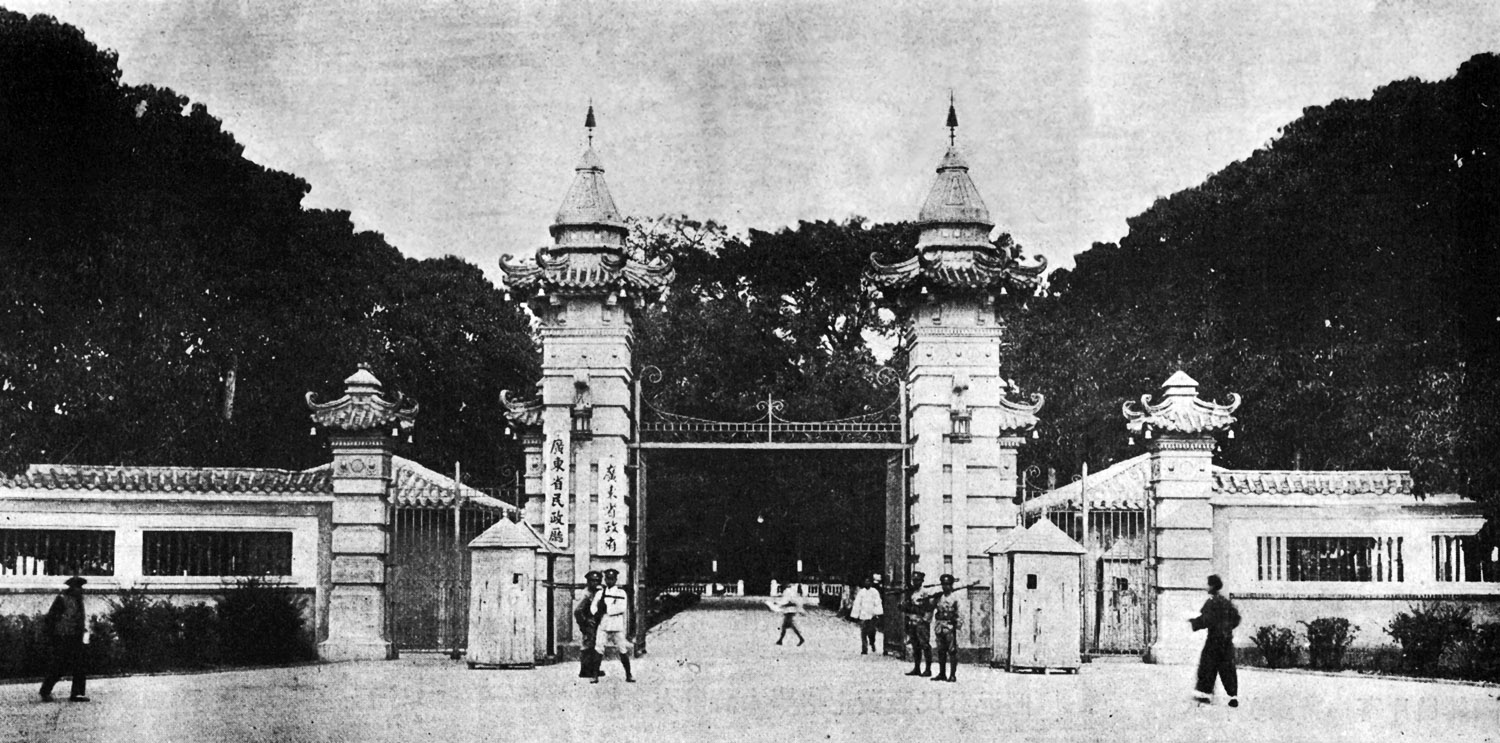
1930年代的廣東省政府及廣東省民政廳。

越華路，原名司後街，因其處於清代廣東布政司後面而得名。1920年，市政府拆司後街擴建為越華路，因其有“越華書院”而得名。
1911年4月27日，同盟會黃興等人坐鎮在同位於越華路的小東營5號，發起了“三·二九”起義，向兩廣總督衙門發起了進攻。戰亡100餘人，其中72人葬於黃花崗七十二烈士墓。而小東營5號，現建成“三·二九起義指揮部舊址紀念館”。

## 特色
越華路一直以來都是廣東省重要權力機構的所在地。現在的118號是廣東省民政廳，原是兩廣總督衙門，後來在1925年7月1日成爲國民政府所在地，1926年12月國民政府遷往武漢後，這裡便作為廣東省政府所在地。
越華路東段，存有20世紀50至70年代建造的騎樓建築。

## 與之交匯道路
道路顺序由西往東排列
- 吉祥路
- 廣仁路
- 正南路
- 倉邊路

## 兩旁的主要建築物/機構
由東往西排列
- 廣東省民政廳
- 越秀區人民政府
- 黃花崗起義指揮部舊址
- 小東營清真寺

## 公共交通
巴士
- 越華路站
- 倉邊路站
- 吉祥路站
- 廣仁路總站